# Cerkiew Zaśnięcia Najświętszej Maryi Panny w Rudce (drewniana)
Cerkiew Zaśnięcia Najświętszej Maryi Panny w Rudce – drewniana cerkiew greckokatolicka, znajdująca się w Rudce koło Przeworska.
Cerkiew w Rudce to jeden z najcenniejszych zabytków architektury drewnianej na terenie Polski południowo-wschodniej. Reprezentuje archaiczny typ świątyni sięgający swoją formą do średniowiecznej architektury cerkiewnej. Została włączona do szlaku architektury drewnianej.

## Historia
Cerkiew zbudowana została w 1693. W XVIII w. przekształceniu uległa nawa (zlikwidowanie przydachu na rysiach, zastąpienie go podcieniem) i babiniec (wzniesiono nad nim nową wieżę). W 1924 cerkiew przesunięto o 20 m w celu budowy nowej murowanej świątyni. Od tego czasu przestała pełnić funkcje kultowe. Po 1947 po wysiedleniu ludności ukraińskiej opuszczona. Remontowana w 1958. W 1986 zniszczeniu uległa wieża nad babińcem przez złamane drzewo. W 1988 i latach 90. XX w. remontowana. Generalny remont przeprowadzono w latach 2011–2012, ale nie odtworzono zniszczonej wieży.

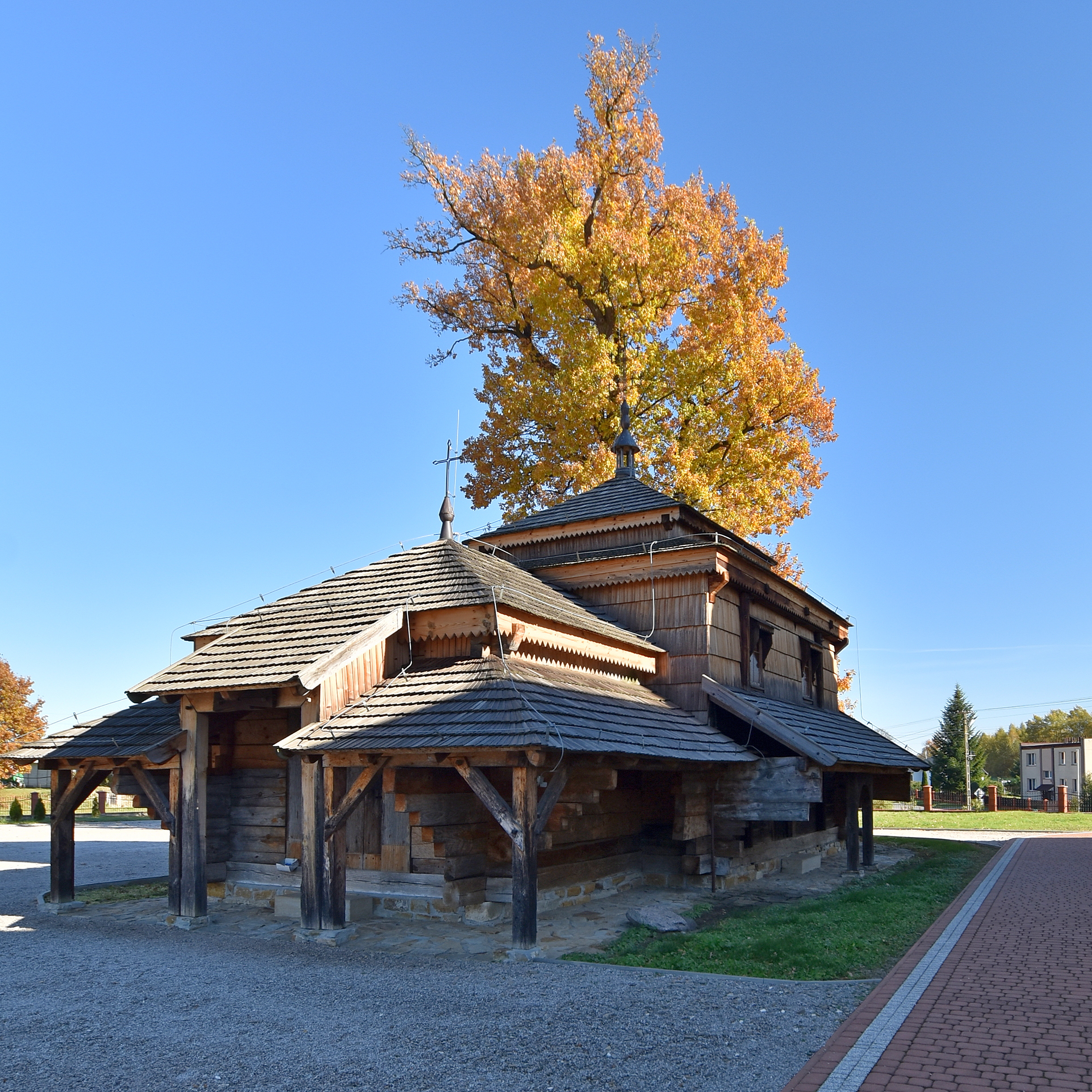
Elewacja frontowa
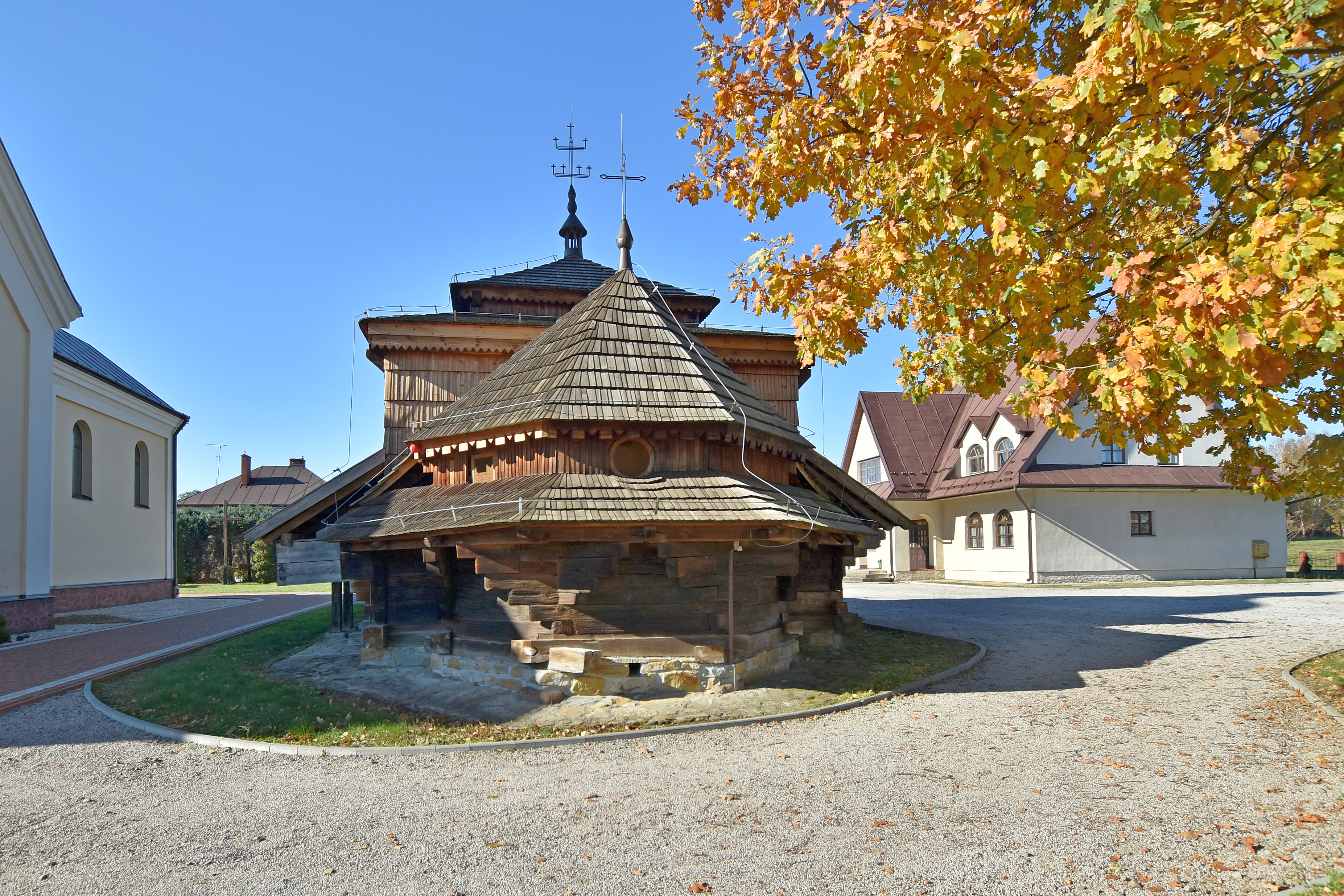
Widok od strony prezbiterium
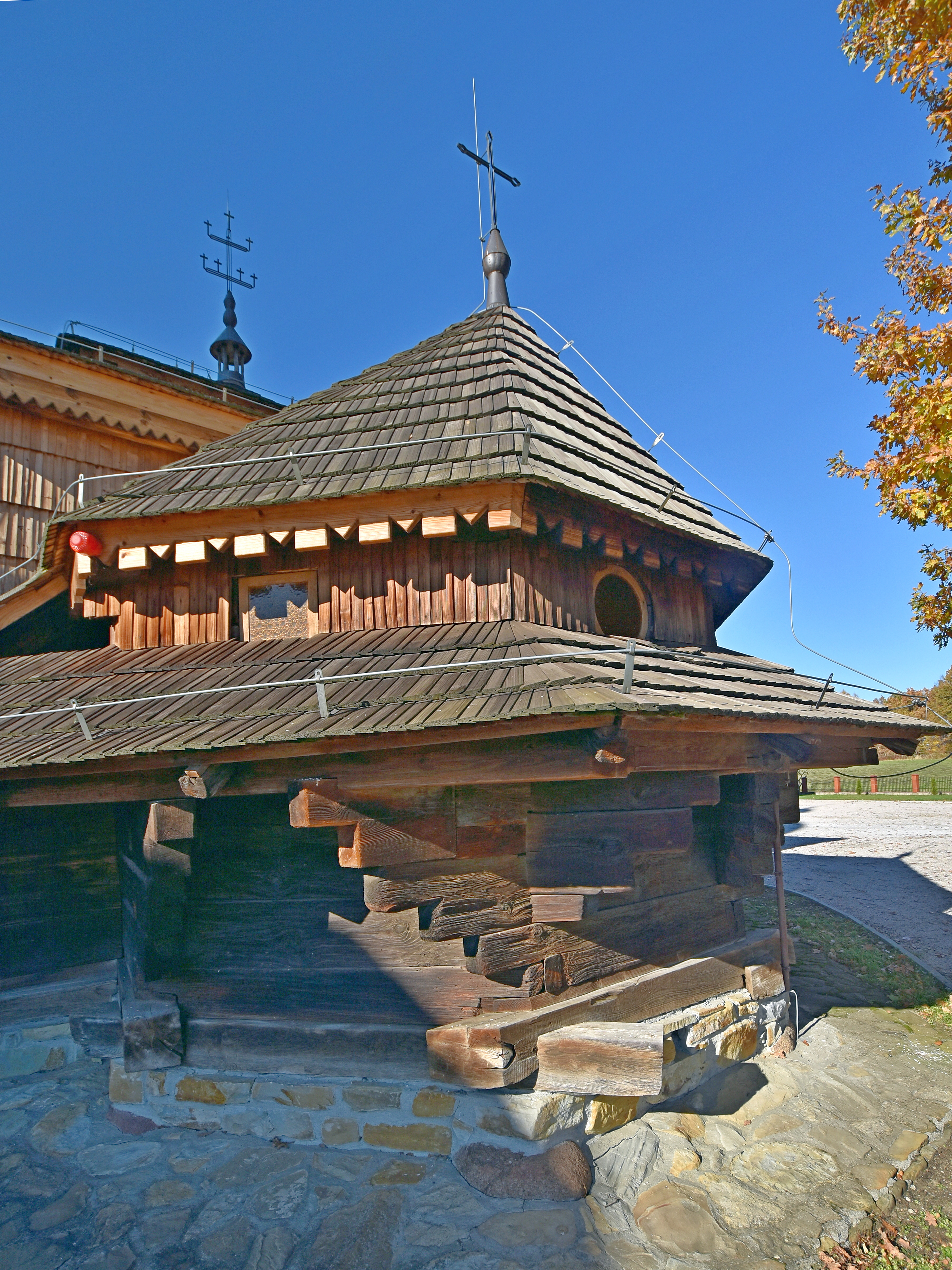
Fragment